# Campyloneurus campbelli
Campyloneurus campbelli är en stekelart som först beskrevs av Cameron 1907.  Campyloneurus campbelli ingår i släktet Campyloneurus och familjen bracksteklar. Inga underarter finns listade.